# Conservatoire national supérieur d'art dramatique
Conservatoire national supérieur d'art dramatique (CNSAD), kort sagt Le Conservatoire, er en fransk kunsthøjskole tilknyttet Conservatoire de musique et de déclamation grundlagt i 1784. I starten var skolens sigte alene musikuddannelsen, men i 1806 blev der skabt en dramatisk linje. I 1946 blev konservatoriet opdelt i to, det ene for musik, det andet for skuespil. Skuespillinjen har i en årrække uddannet et antal af landets førende skuespillere.
Det høje niveau af uddannelsen skyldes en meget begrænset tilladelse, af omtrent 1300 årlige ansøgere kan kun 30 optages.